# 吉米·杭特
吉米·杭特（Jimmy Hunter、1879年3月6日—1962年12月4日）是一位聯盟式橄欖球球員，曾經效力新西蘭國家橄欖球全黑隊。他參加1905年全黑隊（1905 All Blacks），前往英國、法國和北美。